# 티바트

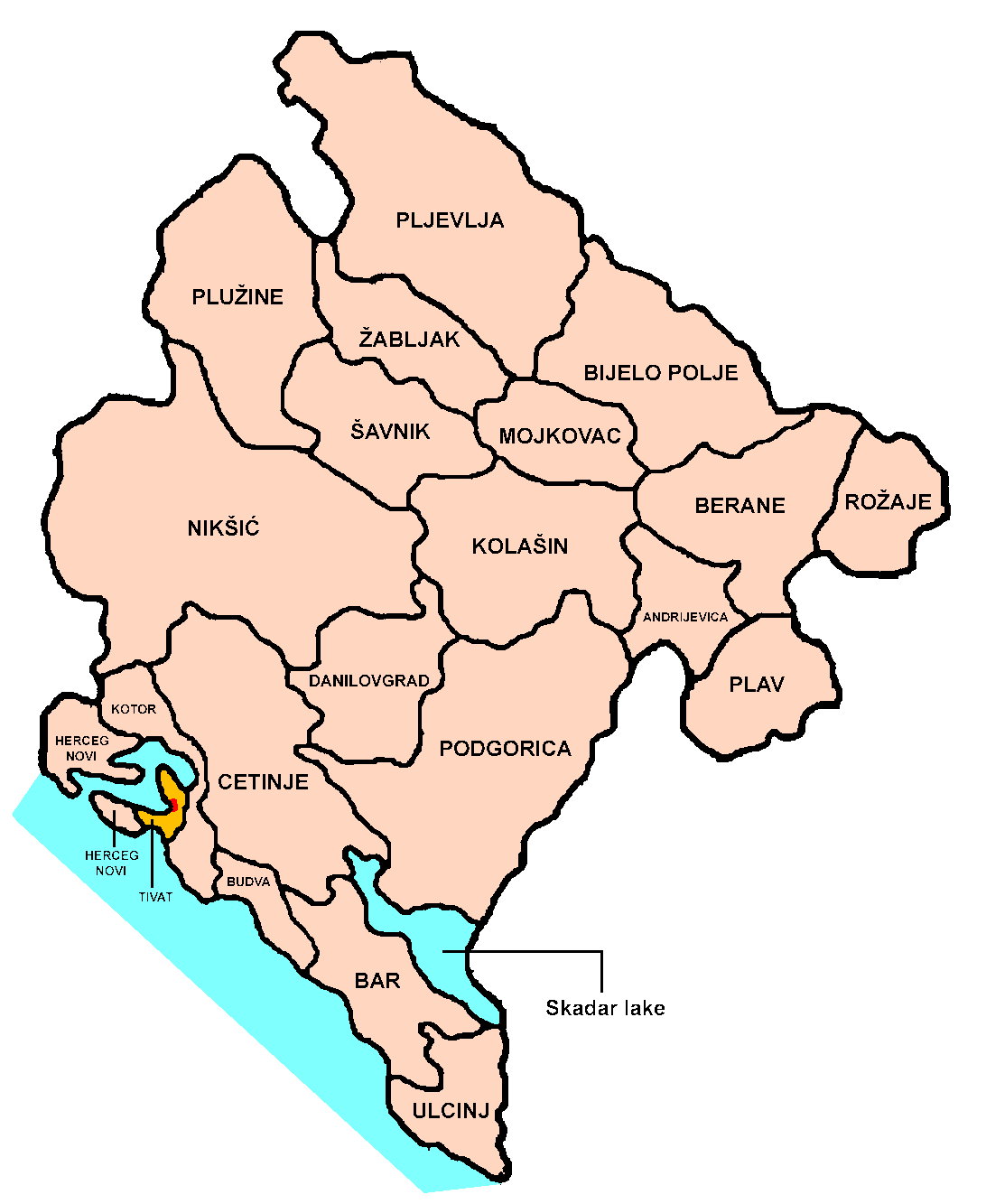
티바트의 위치

티바트(몬테네그로어: Тиват, Tivat)는 몬테네그로 남서부에 위치한 도시로, 면적은 46km2, 도시 인구는 9,467명(2003년 인구 조사 기준), 인구밀도는 296명/km2, 지방 자치체 인구는 13,630명(2003년 인구 조사 기준)이다. 코토르 만과 접하며 몬테네그로에서 면적이 가장 작은 도시이다.

시 문장

## 인구
1991년: 11,404명
- 몬테네그로인: 3,809명 (33.4%）
- 크로아티아인: 2,663명 (23.35%）
- 유고슬라브인: 2,346명 (20.57%）
- 세르비아인: 1,724명 (15.11%）
- 무슬림: 211명 (1.92%）
- 그 외의 민족: 485명 (4.27%）

2003년: 13,991명
- 세르비아인:4,911명 (35.1%）
- 몬테네그로인: 4,126명 (26.49%）
- 크로아티아인: 2,761명 (19.73%）
- 무슬림: 165명 (1.18%）
- 알바니아인: 144명 (1.03%）
- 그 외의 민족: 470명 (3.36%）
- 어느 민족에 속하지 않음: 1,122명 (8.02%）
- 자료 없음: 216명 (1.54%）

## 자매 도시
- 이탈리아 치비타베키아
- 세르비아 스렘스키카를로브치
- 러시아 알렉신